# 普卡拉胡山 (瓦里區)
9°19′38″S 77°16′40″W / 9.32722°S 77.27778°W

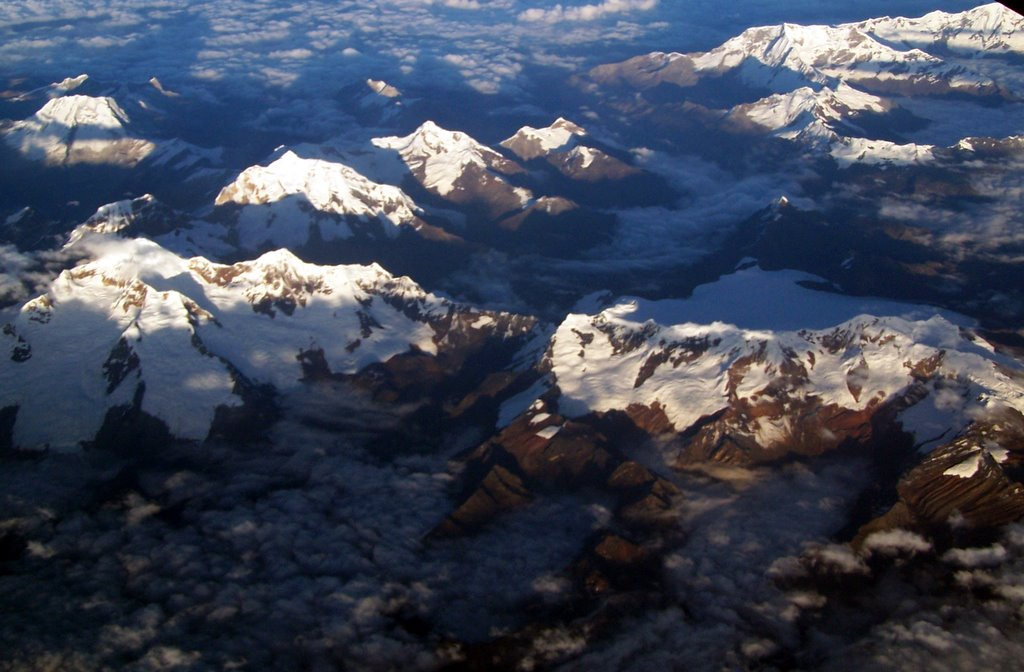

普卡拉胡山（Pucaraju），是秘魯的山峰，位於該國北部安卡什大區，由瓦里省的瓦里區負責管轄，屬於布蘭卡山脈的一部分，海拔高度4,800米。